# Toyota Indy 400

Vista do Auto Club Speedway

Toyota Indy 400 (no Brasil:Grande Prêmio da Califórnia) foi disputado no Auto Club Speedway, e fez parte da Indy Racing League na temporada 2004.

## Vencedores

### IndyCar Series
| Ano  | Nome da prova   | Vencedor         | Equipe           | Detalhes |
| ---- | --------------- | ---------------- | ---------------- | -------- |
| 2004 | Toyota Indy 400 | Adrian Fernández | Fernández Racing | Detalhes |